# Polizia giudiziaria (ordinamento italiano)
La polizia giudiziaria, in Italia, indica una funzione pubblica, esercitata da soggetti appartenenti alle forze di polizia italiane e da parte di determinati funzionari della pubblica amministrazione italiana, in tale ultimo caso nelle ipotesi espressamente previste dalla legge.

## Il fondamento normativo
Secondo l'art. 109 della Costituzione della Repubblica Italiana, l'autorità giudiziaria italiana dispone direttamente della polizia giudiziaria; l'origine di questa prescrizione costituzionale, peraltro rara nel panorama comparato, nasce dall'esigenza fortemente avvertita nell'immediato secondo dopoguerra in Italia in seno all'assemblea costituente circa gli atti prodromici alla nascita della Repubblica Italiana in seguito agli abusi commessi dal regime fascista durante il periodo monarchico-statutario. Tale disposizione costituzionale pone la polizia giudiziaria di fronte alla magistratura a in un rapporto di subordinazione puramente funzionale, che non determina subordinazione o dipendenza burocratica e disciplinare in cui i suoi organi si trovano col potere esecutivo (come dichiarato dalla Corte costituzionale con sentenza 6 giugno 1963, n. 94).

## I soggetti

### Forze di polizia
L'articolo. 57 del codice di procedura penale italiano distingue in seno alle forze di polizia italiane la figura degli  ufficiali di polizia giudiziaria e agenti di polizia giudiziaria, in particolare i primi sono:
- i dirigenti, i commissari, gli ispettori, i sovrintendenti e gli altri appartenenti alla Polizia di Stato ai quali l'ordinamento dell'amministrazione della pubblica sicurezza riconosce tale qualità;
- gli ufficiali superiori e inferiori e i sottufficiali dell'Arma dei Carabinieri, della Guardia di finanza, del corpo di polizia penitenziaria nonché gli altri appartenenti alle predette forze di polizia ai quali l'ordinamento delle rispettive amministrazioni riconosce tale qualità;

I secondi invece sono:
- gli agenti della Polizia di Stato al quale l'ordinamento dell'amministrazione della pubblica sicurezza riconosce tale qualità;
- gli agenti dell'Arma dei Carabinieri, della Guardia di finanza, del Corpo di polizia penitenziaria le guardie forestali e, nell'ambito territoriale dell'ente di appartenenza, le guardie delle province e dei comuni quando sono in servizio.

Ai Comandanti, ai Responsabili di Servizio e agli addetti al controllo e al coordinamento della Polizia Municipale è attribuita la funzione di ufficiale di polizia giudiziaria, mentre agli operatori è attribuita la qualità di agenti di polizia giudiziaria, anche se in ambedue i casi le funzioni sono attribuite limitatamente al territorio di competenza.

### Il personale dei Ministeri
Il personale del Ministero della Salute e delle Regioni, degli Istituti Zooprofilattici Sperimentali e dell'ISS che effettua i controlli ufficiali ha, nei limiti dell'esercizio cui è destinato, la qualifica di ufficiale di polizia giudiziaria, godendone altresì anche il personale dell'Agenzia delle dogane e dei monopoli, dell'Agenzia delle entrate e i funzionari e dipendenti del Ministero dello sviluppo economico e dell'Ispettorato centrale della tutela della qualità e repressione frodi dei prodotti agro-alimentari (ICQRF) del Ministero dell'agricoltura, della sovranità alimentare e delle foreste.
Inoltre presso ogni Procura della Repubblica vi sono delle sezioni di polizia giudiziaria, costituite da ufficiali ed agenti di polizia giudiziaria provenienti da vari corpi delle forze di polizia italiane, e servizi di polizia giudiziaria, costituiti presso i singoli corpi, a disposizione della autorità giudiziaria italiana, per attività investigative.

### Il personale delle ASL
Il personale in servizio presso i dipartimenti di prevenzione delle ASL, tra cui tecnici della prevenzione nell'ambiente e nei luoghi di lavoro, medici e veterinari dirigenti e convenzionati, ingegneri dirigenti e convenzionati. 
Ruoli quindi con funzioni di ispezione e vigilanza in attività di polizia amministrativa e, se delegati dalle autorità competenti, di polizia giudiziaria, al fine di rilevare e denunciare la presenza di reati e pericoli per la salute umana e animale, rivestono la qualifica di ufficiale o agente di polizia giudiziaria, potendo chiedere intervento della polizia.

### Il personale del Corpo nazionale dei vigili del fuoco
Secondo l'art. 6 del d.lgs. 8 marzo 2006, n. 139 il personale operativo del Corpo Nazionale dei Vigili del Fuoco nell'esercizio delle attività istituzionali, svolge funzioni di polizia giudiziaria.

### Ispettore del lavoro
In base al D.P.R. 19 marzo 1955, n. 520, e al d.lgs 23 aprile 2004, n. 124 gli ispettori del lavoro nei limiti del servizio a cui sono destinati, e secondo le attribuzioni ad essi conferite dalle singole leggi e dai regolamenti, sono ufficiali di polizia giudiziaria.

### Ulteriori soggetti individuati dalla legge
Sono inoltre ufficiali e agenti di polizia giudiziaria, nei limiti del servizio cui sono destinate e secondo le rispettive attribuzioni, le persone alle quali le leggi e i regolamenti attribuiscono le funzioni previste dalla legge come ad esempio le guardie zoofile, i comandanti di corpo delle forze armate, il personale del Corpo delle capitanerie di porto - Guardia costiera, i tecnici della prevenzione nell'ambiente e nei luoghi di lavoro; questi ultimi ricoprono la carica di ufficiale di polizia giudiziaria quando sono operanti in servizi con compiti ispettivi e di vigilanza come al Ministero della Salute, nei dipartimenti di prevenzione delle A.S.L., nelle A.R.P.A.
Sempre secondo l'art. 57 del codice di procedura penale, è inoltre ufficiale di P.G. il sindaco dei comuni ove non abbia sede un ufficio della Polizia di Stato ovvero un comando dell'Arma dei Carabinieri o della Guardia di Finanza.
Il codice della navigazione precisa all'art. 1235 ulteriori attribuzioni specifiche includendo, tra l'altro, il comandante delle navi della Marina Mercantile Italiana quando in corso di navigazione, gli ufficiali della Marina Militare e della Capitaneria di Porto, in ogni caso, nell'ambito del loro servizio e delle loro legittime attribuzioni.

## Funzioni
La funzione di polizia giudiziaria consiste nell'acquisizione, anche d'ufficio, della notizia di reato, nella ricerca dell'autore del reato e degli elementi di prova utili per assicurarlo alla giustizia affinché sia giudicato e, se colpevole, condannato alla pena prevista dal codice penale italiano.
Essa può operare quindi direttamente o su delega del pubblico ministero; ai sensi del codice di procedura penale italiano, la P.G. deve
- assumere notizia dei reati (notitia criminis): ha il dovere di informarsi sui reati già commessi o in atto. Deve, dunque, adoperarsi nella ricerca di informazioni, non solo attingendole da fonte esterna ma anche di propria iniziativa ed in via del tutto autonoma ed indipendentemente dalla volontà delle eventuali parti lese o soggetti in qualche modo interessati in via diretta o mediata. Fino a quando il pubblico ministero non assume la direzione delle indagini, la polizia giudiziaria deve continuare la propria attività col solo obbligo di mantenere informato il magistrato.
- impedire che i reati vengano portati a conseguenze ulteriori (aggravati): la polizia giudiziaria deve evitare la consumazione dell'evento lesivo; se si tratta di reato tentato o comunque in via di consumazione, deve interromperne la consumazione; se esso è già stato consumato deve tentare di ripristinare lo status quo ante a favore della parte lesa.
- ricercare gli autori dei reati: di propria iniziativa o su ordine del pubblico ministero e i latitanti.
- assicurare le fonti di prova: individuare ed assicurare le fonti di prova mediante la raccolta di sommarie informazioni, perquisizioni, accertamenti urgenti sui luoghi, sulle cose e sulle persone, sequestri, rilievi fotografici, e altre attività simili.

Anche successivamente alla comunicazione della notizia di reato al P.M., la polizia giudiziaria continua a svolgere le funzioni come stabilito dalla legge, art. 55 codice procedura penale raccogliendo in specie ogni elemento utile alla ricostruzione del fatto e alla individuazione del colpevole. Può anche di propria iniziativa o a seguito di delega del pubblico ministero, compiere atti od operazioni che richiedono specifiche competenze tecniche, può avvalersi di persone idonee le quali non possono rifiutare la loro opera.
Le forze di polizia in genere, qualificate per queste funzioni come polizia giudiziaria, rientrano necessariamente nel contesto di garanzia del sistema penale.

## Competenze

### Acquisizione di elementi di indagine
Gli ufficiali e gli agenti di polizia giudiziaria sono legittimati a svolgere le funzioni proprie con riferimento alla ricerca e all'accertamento di qualsiasi reato. Possono compiere atti diretti e atti delegati, questi ultimi sotto impulso della magistratura italiana - solitamente il pubblico ministero - e generalmente opera su impulso di questi, tranne in particolari casi previsti dalla legge, ove gode di una certa autonomia. Nei compiti che le sono affidati, l'art. 55 del codice di procedura penale stabilisce che sono obbligati all'acquisizione di notizia di reato, la fine di impedire che vengano portati a conseguenze ulteriori, ricercarne gli autori, compiere gli atti necessari per assicurare le fonti di prova e raccogliere quant’altro possa servire per l’applicazione della legge penale.

### Atti d'iniziativa
Tra gli atti di iniziativa, oltre gli accertamenti urgenti, vi sono quelle previste dal codice di procedura penale, che sono:
- obbligo di riferire la notizia di reato al pubblico ministero, per iscritto;
- identificare la persona nei cui confronti vengono svolte le indagini e di altre persone;
- raccogliere dichiarazioni spontanee dalla persona nei cui confronti vengono svolte le indagini;
- acquisire informazioni sommarie sulle persone che possono riferire notizie utili ai fini delle indagini;
- in flagranza di reato procede alla perquisizione della persona e dei locali alla ricerca di cose o tracce pertinenti il reato;
- eseguire accertamenti urgenti sui luoghi, sulle cose e sulle persone, anche prima dell'intervento del pubblico ministero nell'ipotesi che vi sia pericolo che le cose, le tracce ed i luoghi si alterino o si disperdano.

## Limitazioni
Agli agenti e agli ufficiali di polizia giudiziaria è vietato effettuare perquisizione e ispezione personali arbitrarie; inoltre non possono procedere alla rubricazione delle norme violate nella comunicazione della notizia di reato per l'iscrizione al registro meccanografico della Procura della Repubblica; inoltre il pubblico ministero non può delegare loro il compimento di alcun atto processuale.
La Corte Costituzionale italiana con sentenza del 6 dicembre 2018, n. 229 ha annullato l’art. 18, comma 5, del decreto legislativo 19 agosto 2016, n. 177 in forza della quale «i responsabili di ciascun presidio di polizia» avrebbero dovuto trasmettere «alla propria scala gerarchica le notizie relative all'inoltro delle informative di reato all'autorità giudiziaria, indipendentemente dagli obblighi prescritti dalle norme del codice di procedura penale»; ciò sulla base di «apposite istruzioni» emanate dal "Capo della polizia - direttore generale della pubblica sicurezza" e dai «vertici delle altre Forze di polizia». Ha contestualmente chiarito che «L'art. 109 Cost., prevedendo che l’autorità giudiziaria dispone direttamente della polizia giudiziaria, ha il preciso e univoco significato di istituire un rapporto di dipendenza funzionale della seconda nei confronti della prima, escludendo interferenze di altri poteri nella conduzione delle indagini, in modo che la direzione di queste ultime ne risulti effettivamente riservata all'autonoma iniziativa e determinazione dell’autorità giudiziaria medesima».

## Il procedimento disciplinare
Gli articoli 16-19 delle norme di attuazione del codice penale regolano il procedimento disciplinare che si attua nei confronti di ufficiali o agenti di polizia giudiziaria nel caso di violazione delle norme relative alle loro funzioni.
L'azione disciplinare è promossa dal Procuratore generale presso la Corte di appello del relativo distretto nel quale il soggetto presti servizio. L'inizio dell'azione è comunicato all'amministrazione nella quale l'ufficiale o agente di polizia giudiziaria dipende e può essere esercitata quando:
- omette di riferire all'autorità giudiziaria la notizia di reato;
- omette o ritarda l'esecuzione di un ordine dell'autorità giudiziaria o lo esegue solo in parte o negligentemente;
- vìola ogni altra disposizione di legge relativa all'esercizio delle sue funzioni.

La commissione, ai sensi dell'art 17 delle norme di attuazione del c.p.p., che giudica l'infrazione disciplinare è composta da un presidente di sezione della Corte di appello che la presiede e di un magistrato di tribunale, da un ufficiale di polizia giudiziaria, scelto, a seconda dell'appartenenza dell'incolpato, fra tre ufficiali di Polizia Giudiziaria nominati ogni due anni rispettivamente dal Questore, dal comandante di Legione dei Carabinieri e dal comandante di zona della guardia di finanza. L'accusa è sostenuta dal procuratore generale che ha promosso l'azione disciplinare o da un suo sostituto. L'incolpato sarà assistito da un difensore di fiducia o nominato d'ufficio. Contro la decisione emessa dalla commissione, il procuratore generale e l'incolpato stesso possono proporre ricorso ad un'altra commissione istituita presso il Ministero di grazia e giustizia e composta di un magistrato della Corte di Cassazione, da un magistrato d'appello e da un ufficiale di polizia giudiziaria scelto a seconda dell'appartenenza dell'incolpato; l'accusa è esercitata da un magistrato della procura generale presso la Corte di Cassazione.
Avverso la decisione di questa "commissione d'appello" l'incolpato e il procuratore generale presso la Corte suprema di cassazione possono proporre ricorso per cassazione per violazione di legge. Finché si ha lo svolgimento del procedimento disciplinare, può essere disposta la sospensione dell'agente dalle funzioni di polizia giudiziaria o dell'ufficiale, ai quali può essere inflitta sanzione della censura o della sospensione dall'impiego per massimo sei mesi.